# 야즈정
야즈정(일본어: 八頭町)은 일본 돗토리현 동부에 있는 야즈군의 정이다.
2005년 3월 31일에 야즈군의 3개 정(고게정, 후나오카정, 핫토정)이 합병해 탄생했다.

## 인접하는 자치체
- 돗토리현
  - 돗토리시
  - 야즈군 와카사정, 지즈정

## 역사
- 1889년 4월 1일 - 야카미군 가모촌, 후나오카촌, 핫토군 핫토촌이 성립하였다.
- 1896년 4월 1일 - 야카미군, 핫토군, 지즈군이 합병해 야즈군이 되었다.
- 1951년 4월 1일 - 가모촌이 정으로 승격, 개칭해 군게정이 되었다.
- 1952년 11월 3일 - 후나오카촌이 정으로 승격해 후나오카정이 되었다.
- 1956년 3월 15일 - 핫토촌, 아베촌이 합병해 (구) 야즈촌이 되었다.
- 1959년 5월 15일 - (구) 야즈촌, 단피촌이 합병, 정으로 승격해 핫토정이 되었다.
- 2005년 3월 31일 - 야즈군 군게정, 후나오카정, 핫토정이 신설 합병해 야즈정이 되었다.

## 교통

### 철도
- 서일본 여객철도 인비선
- 와카사 철도 와카사선

### 도로
- 국도 29호선
- 국도 482호선(일본어판)

## 자매 도시
- 대한민국 강원특별자치도 횡성군(1997년)
- 중국 지린성 다안시(1996년)